# بيتر جرين (مجدف)
بيتر جرين (بالإنجليزية: Peter Green)‏؛ (15 فبراير 1920 – 24 أبريل 2011) هو مجدف كندي، تنافس في حدث الثمانية للرجال في الألعاب الأولمبية الصيفية 1948.

## روابط خارجية
- بيتر جرين على موقع اللجنة الأولمبية الدولية (الإنجليزية)
- بيتر جرين على موقع أوليمبيديا (الإنجليزية)